# Vincenzo Borghini
Vincenzo (o Vincenzio) Maria Borghini (Firenze, 29 ottobre 1515 – Firenze, 15 agosto 1580) è stato un filologo, religioso e scrittore italiano, attivo a Firenze alla corte di Cosimo I de' Medici e di suo figlio Francesco I.

## Biografia
Si formò come monaco benedettino nella Badia Fiorentina, dov'era abate Isidoro della Robbia, nel 1531. Ebbe durante la sua formazione come maestri Francesco Verini il Vecchio (filosofia), Chirico Strozzi (letteratura greca), Francesco Zeffi (letteratura classica). Entrò presto in rapporto con Pietro Vettori, il cui era collegato allo Studio fiorentino. Nel 1537 divenne diacono e nel 1538 portiere del convento, pure incaricato dell'insegnamento di grammatica latina. Compì anche nell'estate del stesso anno il suo primo viaggio ad Arezzo e a Siena. Nel 1539 seguì l'abate in una visita ai monasteri meridionali: da Perugia a Roma, Montecassino, Napoli fino a Montescaglioso.
Ordinato sacerdote nel 1541 si spostò ad Arezzo, assegnato lì all'abbazia. Dopo altri viaggi nel nord venne nuovamente assegnato al monastero fiorentino, dove passò tutto il resto della vita. Liberato nel giugno del 1545 dal peso della cellereria, poté dedicarsi finalmente tutto agli studi.

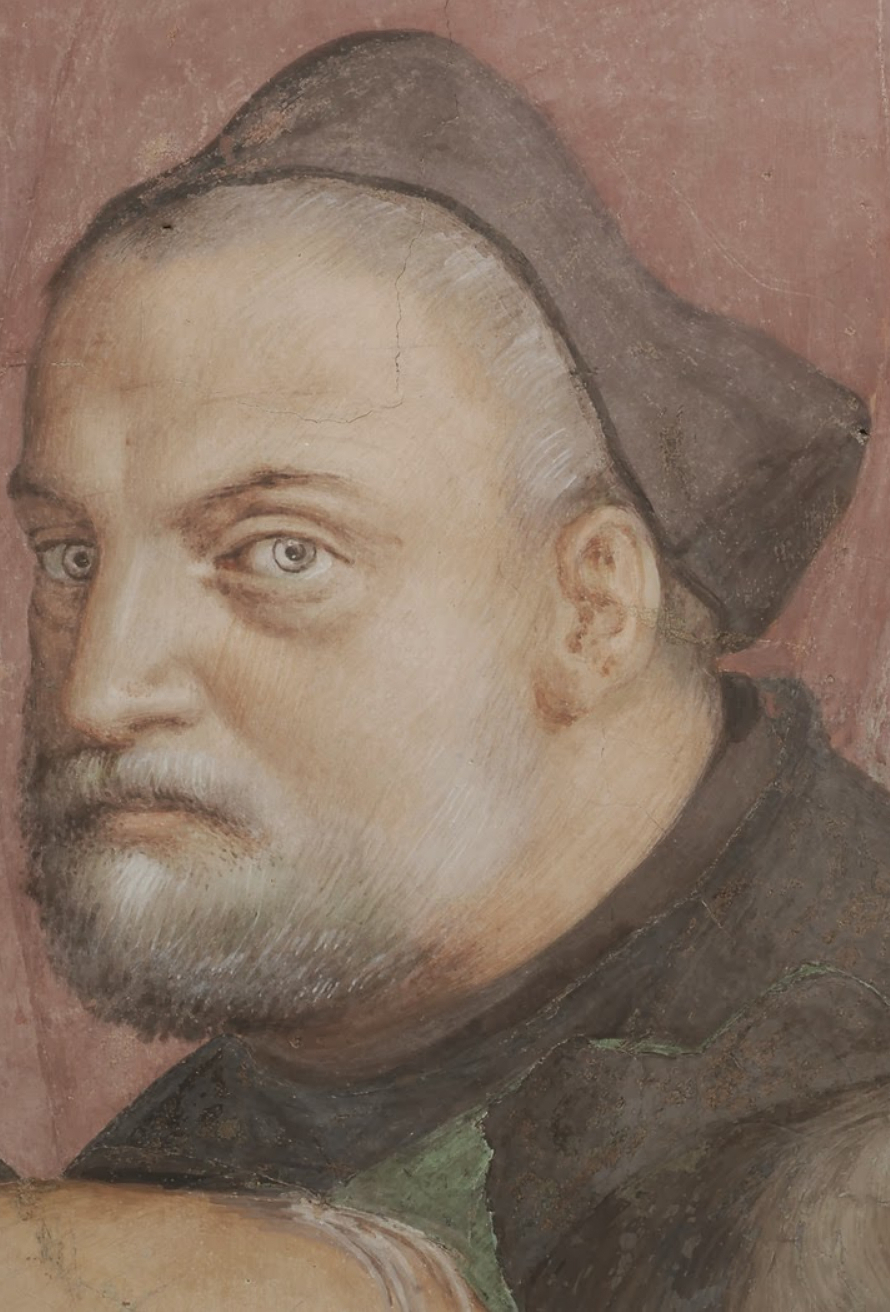
Ritratto di Vincenzo Borghini di Alessandro Allori

Verso la metà del Cinquecento conobbe Giorgio Vasari, che lo introdusse a corte e nei circoli artistici fiorentini.
Nel 1552 Cosimo I lo nominò "spedalingo" presso l'Ospedale degli Innocenti, mentre nel 1563 fu incaricato come luogotenente presso l'Accademia del Disegno.
Fornì i soggetti a molti importanti cicli di decorazioni, quali il Salone dei Cinquecento, lo Studiolo di Francesco I, la Cappella Paolina, la facciata di Palazzo Ramirez de Montalvo.

## Borghini censore
Dopo l'istituzione dell'Indice dei libri proibiti nel 1559 e la comparizione del Decameron di Giovanni Boccaccio nello stesso, il Granduca di Toscana Cosimo I a nome della Chiesa di Roma, incaricò Vincenzo Borghini, Pierfrancesco Cambi e Sebastiano Antinori (altri studiosi indicano anche Agnolo Guicciardini e Antonio Benivieni) ad emendare un'edizione purgata del Decameron. Essendo un filologo e linguista, Borghini intervenne nel testo cercando di non alterarlo completamente, tagliando solo alcune parti.
Il Decameron espurgato fu pubblicato nel 1573, accompagnato un anno dopo da Annotazioni e discorsi sopra alcuni luoghi del Decameron, ma presto si ritrovò messo all'Indice.
Scrisse anche la Ruscelleide, una severa critica di Girolamo Ruscelli, che sarebbe stata pubblicata solo nel secolo XIX.

## Omaggi
- L'erudito Baccio Valori fece collocare un suo ritratto sotto forma di erma sulla facciata del suo palazzo in quella che è una galleria di fiorentini illustri.

## Bibliografia

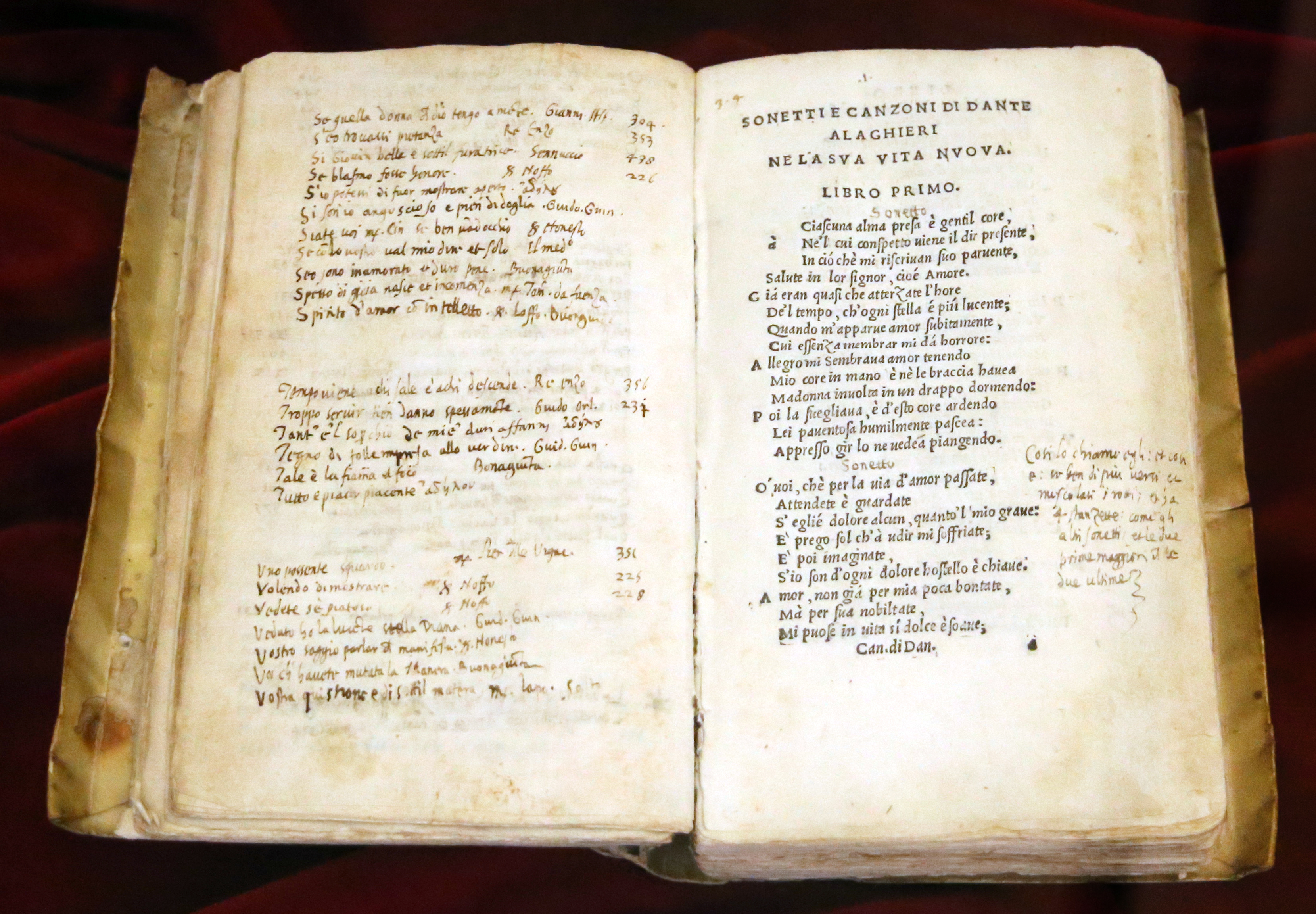
Edizione de Le Rime di Dante Alighieri con annotazioni di Vincenzo Borghini, 1560-80 circa